# Duncan (Arizona)
Duncan és una població dels Estats Units a l'estat d'Arizona. Segons el cens del 2007 tenia 733 habitants.

## Demografia
Segons el cens del 2000, Duncan tenia 812 habitants, 294 habitatges, i 206 famílies La densitat de població era de 122,5 habitants/km².
Dels 294 habitatges en un 42,2% hi vivien nens de menys de 18 anys, en un 46,3% hi vivien parelles casades, en un 17,7% dones solteres, i en un 29,6% no eren unitats familiars. En el 25,9% dels habitatges hi vivien persones soles el 12,9% de les quals corresponia a persones de 65 anys o més que vivien soles. El nombre mitjà de persones vivint en cada habitatge era de 2,76 i el nombre mitjà de persones que vivien en cada família era de 3,33.
Per edats la població es repartia de la següent manera: un 35,2% tenia menys de 18 anys, un 10,6% entre 18 i 24, un 22,2% entre 25 i 44, un 21,2% de 45 a 60 i un 10,8% 65 anys o més.
L'edat mediana era de 28 anys. Per cada 100 dones de 18 o més anys hi havia 91,3 homes.
La renda mediana per habitatge era de 27.368 $ i la renda mediana per família de 33.750 $. Els homes tenien una renda mediana de 32.232 $ mentre que les dones 18.333 $. La renda per capita de la població era de 13.642 $. Aproximadament el 14% de les famílies i el 16,5% de la població estaven per davall del llindar de pobresa.

## Poblacions més properes
El següent diagrama mostra les poblacions més properes.